# Langenhahn
Langenhahn est une municipalité de la Verbandsgemeinde de Westerburg, dans l'arrondissement de Westerwald, en Rhénanie-Palatinat, dans l'ouest de l'Allemagne.